# NGC 6634
NGC 6634 é um aglomerado globular na direção da constelação de Sagittarius. O objeto foi descoberto pelo astrônomo Nicolas Lacaille em 1751, usando um telescópio refrator com abertura de 0,5 polegadas. 